# Liste der geschützten Landschaftsbestandteile im Landkreis Ostallgäu
Im Landkreis Ostallgäu gab es im Februar 2023 insgesamt 9 ausgewiesene geschützte Landschaftsbestandteile.

## Geschützte Landschaftsbestandteile
| Bodenloser See                                                           | BW | LB-01583 | Marktoberdorf, Bidingen     | ⊙ | 7,43 |  |
| Galgenbichl                                                              | BW | LB-01603 | Füssen                      | ⊙ | 0,36 |  |
| Galgenbichl                                                              | BW | LB-01602 | Füssen                      | ⊙ | 35,5 |  |
| Halbtrockenrasen am Buchberg nördlich des Illasbergsees                  | BW | LB-01581 | Halblech                    | ⊙ | 3,51 |  |
| Halbtrockenrasen am Klotzenberg                                          | BW | LB-01579 | Marktoberdorf               | ⊙ | 1,32 |  |
| Halbtrockenrasen bei St. Urban südlich der Gemeinde Rieden a. Forggensee | BW | LB-01578 | Rieden am Forggensee        | ⊙ | 3,81 |  |
| Quellhang östlich der Kapelle St. Peter bei Berghof                      | BW | LB-01577 | Halblech                    | ⊙ | 0,56 |  |
| Stierstreuwiesen                                                         | BW | LB-01582 | Halblech                    | ⊙ | 2,83 |  |
| Wertachauwald in der Breitenwang                                         | BW | LB-01580 | Ruderatshofen, Biessenhofen | ⊙ | 8,57 |  |
| Legende für Geschützter Landschaftsbestandteil                           |    |          |                             |   |      |  |